# Luis Barragán
Luis Ramiro Barragán Morfín (Guadalajara, 9 marzo 1902 – Città del Messico, 22 novembre 1988) è stato un architetto e ingegnere messicano.

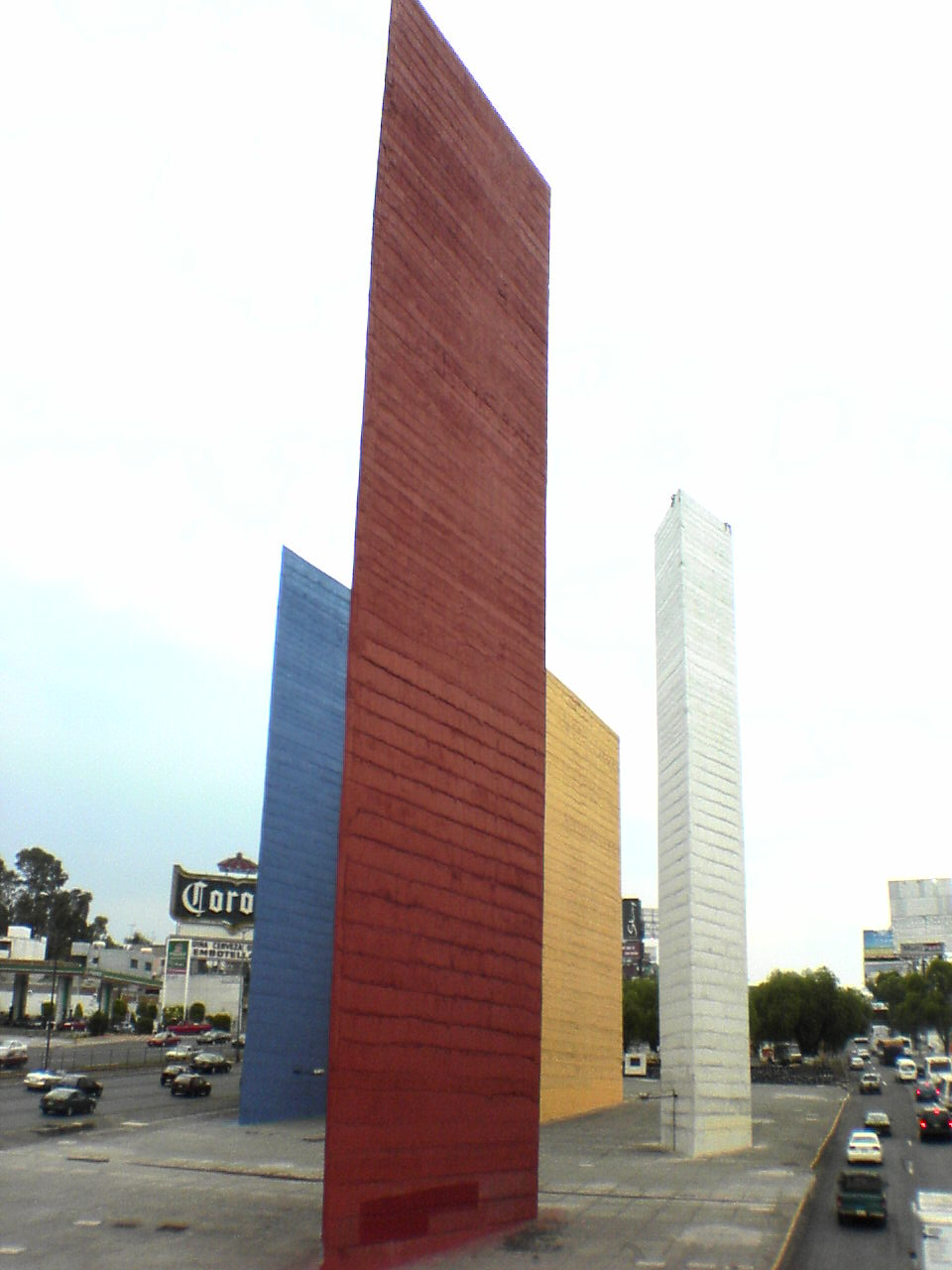
Torres Satélite

È considerato tra i protagonisti del suo tempo, e il più importante architetto messicano del XX secolo.

## Biografia
All'età di appena 22 anni prende il Diploma di Laurea in Ingegneria all'Escuela Libre de Ingenieros di Guadalajara e solo successivamente ottiene la Laurea anche in Architettura. Dapprima influenzato dall'International style, da Le Corbusier e della Nuova oggettività, sviluppa successivamente un proprio stile che reinventa le tinte forti dell'architettura popolare messicana tramite le suggestioni provenienti dal Mediterraneo e realizzando ambienti surreali e allo stesso tempo silenziosi, in contrasto con il Movimento Moderno. Negli anni successivi entra in contatto con José Antonio Coderch, il Team 10 e Giancarlo De Carlo. La consacrazione definitiva, tuttavia, arrivò nel 1976, quando il M.O.M.A. ospitò un'esposizione intitolata "The Architecture of Luis Barragan". Nel 1980 gli fu conferito il Premio Pritzker. Dopo la sua morte, avvenuta nel 1988, l'UNESCO inserì la sua casa-studio nell'elenco dei patrimoni dell'umanità.

## Stile
La caratteristica dell'opera di Barragán - rintracciabile in alcune delle sue opere più famose come Casa Galvez, Casa Egerstrom, Casa Gilardi e la sua casa-studio – è caratterizzata dall'uso di tinte molto intense, enfatizzato ad esempio nelle "Torri Satellite" ideate con l'aiuto di Mathias Goeritz, e il rifiuto di materiali come il vetro, molto utilizzato nell'architettura del tempo. Ricorrente è poi l'uso di grandi muri lisci, spesso “tagliati”, in case che tuttavia sono vivacizzate dall'uso dell'acqua, evidente riferimento all'architettura araba. Sarà successivamente Barragán stesso a spiegare l'uso di questi giochi d'acqua: "La Natura diventa un avanzo di Natura, l'uomo diventa un avanzo d'uomo".